# A Terra de Celanova
A Terra de Celanova és una comarca de Galícia situada al sud de la província d'Ourense. Limita amb O Ribeiro i la comarca d'Ourense al nord, amb A Limia, A Paradanta i la comarca d'Allariz-Maceda a l'est, amb el Districte de Viana do Castelo (Portugal) a l'oest i A Baixa Limia al sud. En formen part els municipis de:

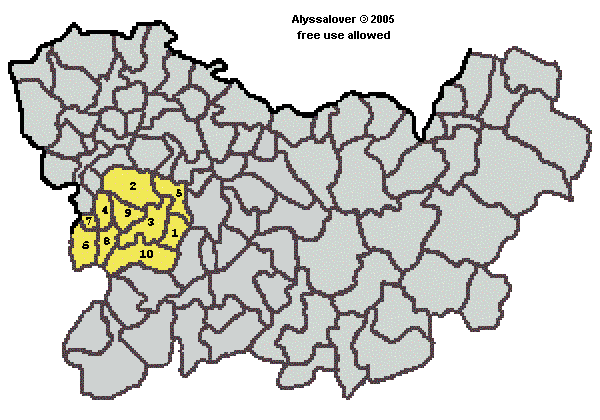
Municipis de la comarca de Terra de Celanova

- A Bola
- Cartelle
- Celanova
- Gomesende
- A Merca
- Padrenda
- Pontedeva
- Quintela de Leirado
- Ramirás
- Verea

## Evolució demogràfica
| Any      | 1857   | 1860   | 1877   | 1887   | 1900   | 1910   | 1920   | 1930   |
| -------- | ------ | ------ | ------ | ------ | ------ | ------ | ------ | ------ |
| Població | 44.158 | 43.563 | 44.340 | 44.713 | 45.035 | 44.883 | 44.683 | 45.752 |

| Any      | 1940   | 1950   | 1960   | 1970   | 1981   | 1991   | 2000   | 2009   |
| -------- | ------ | ------ | ------ | ------ | ------ | ------ | ------ | ------ |
| Població | 51.564 | 48.348 | 42.524 | 39.616 | 36.071 | 24.510 | 23.171 | 21.173 |

Font: INE